# 竹本健治
竹本 健治（たけもと けんじ、1954年9月17日 -）は、日本の小説家。兵庫県相生市生まれ。大学時代から東京在住だったが、2014年から妻の郷里である佐賀県武雄市に在住。東洋大学文学部哲学科中退。
代表作『ウロボロスの偽書』『ウロボロスの基礎論』『ウロボロスの純正音律』は、著者自身、綾辻行人、小野不由美、島田荘司などの実在の人物が架空の推理小説の中に登場するポストモダン的なメタ小説。

## 経歴
- 1973年 - 淳心学院高等学校卒業。
- 1977年 - デビュー作『匣の中の失楽』を探偵小説専門誌『幻影城』に連載。
- 1977年 - 東洋大学文学部哲学科中退。
- 1979年 - 『匣の中の失楽』で第32回日本推理作家協会賞（長編部門）候補作に選ばれる[3]。
- 2016年 - 『涙香迷宮』で「このミステリーがすごい!」2017年国内編第1位に選ばれる。
- 2017年 - 『涙香迷宮』で第17回本格ミステリ大賞を受賞[4]。
- 2019年-2021年 - 本格ミステリ作家クラブの監事をつとめる。
- 2020年8月 - 変格ミステリ作家クラブの創設を提唱し、メンバーを募集する[5]。

## 人物
囲碁を趣味とし、大学では囲碁研究会に参加、日本推理作家協会囲碁同好会の幹事長をつとめた。また、文人名人戦で優勝し、2009年第4回朝日アマ囲碁名人戦全国大会に特別出場した。また、アマチュア囲碁大会の佐賀県代表ともなっている。

## 作品
『虚無への供物』の中井英夫に推薦を受け、探偵小説専門誌『幻影城』にいきなり長編連載という破格のデビューを飾り、そのデビュー作『匣の中の失楽』によっていわゆるメタミステリー・アンチミステリー作家として注目される。『幻影城』廃刊後、いわゆる「ゲーム三部作」を発表。一時期ミステリーを離れSF小説に活動の場を移す。新本格ブームを受けて、実名小説（本人曰く擬似推理小説・ミステロイド）『ウロボロスの偽書』を『奇想天外』に発表。現在に至るまでマイペースなスタンスを崩さず執筆を続けている。

## 作品リスト

### 小説

#### ゲーム三部作シリーズ（牧場智久＆須堂信一郎シリーズ）
- 囲碁殺人事件（1980年7月 CBSソニー出版 / 1985年9月 河出文庫 / 1994年3月 角川文庫 / 2004年2月 創元推理文庫 / 2017年2月 講談社文庫）
  - 講談社文庫版には短編「チェス殺人事件」を収録。
- 将棋殺人事件（1981年2月 CBSソニー出版/ 1994年2月 角川文庫 / 2004年5月 創元推理文庫 / 2017年3月 講談社文庫）
  - 講談社文庫版には書き下ろし短編「オセロ殺人事件」を収録。
- トランプ殺人事件（1981年8月 CBSソニー出版 / 1986年1月 新潮文庫 / 1994年4月 角川文庫 / 2004年9月 創元推理文庫 / 2017年4月 講談社文庫）
  - 講談社文庫版には書き下ろし短編「麻雀殺人事件」を収録。
- 定本 ゲーム殺人事件（1992年10月 ピンポイント）
  - 上記長編3作品と書き下ろし短編「チェス殺人事件」を収録。「チェス殺人事件」は『フォア・フォーズの素数』・『囲碁殺人事件』（講談社文庫版）にも収録されている。

#### 牧場智久＆武藤類子
- 凶区の爪（1992年1月 カッパ・ノベルス / 1995年2月 光文社文庫）
- 妖霧の舌（1992年11月 カッパ・ノベルス / 1996年2月 光文社文庫）
- 眠れる森の惨劇（1993年8月 カッパ・ノベルス）
  - 【改題】緑衣の牙（1998年3月 光文社文庫）
- 風刃迷宮（1998年12月 カッパ・ノベルス / 2002年3月 光文社文庫）本作は外伝的

#### 牧場智久
- 狂い咲く薔薇を君に 牧場智久の雑役（2006年4月 カッパ・ノベルス / 2009年8月 光文社文庫）
  - 収録作品：騒がしい密室 / 狂い咲く薔薇を君に / 遅れてきた屍体
- せつないいきもの 牧場智久の雑役（2008年7月 カッパ・ノベルス / 2017年8月 光文社文庫）
  - 収録作品：青い鳥、小鳥 / せつないいきもの / 蜜を、さもなくば死を
- 涙香迷宮 (2016年3月 講談社 / 2018年3月 講談社文庫)
- 狐火の辻 (2020年1月 角川書店 / 2022年1月 角川文庫)

#### クー
- クー（1987年3月 講談社ノベルス / 2000年9月 ハルキ文庫 / 2014年10月 アドレナライズ〈電子書籍〉）
- 鏡面のクー（2000年10月 ハルキ文庫 / 2014年10月 アドレナライズ〈電子書籍〉）

#### パーミリオンのネコ
- 殺戮のための超・絶・技・巧（1988年2月 トクマ・ノベルズ・ミオ / 1992年4月 徳間文庫 / 1999年11月 ハルキ文庫 / 2014年6月 アドレナライズ〈電子書籍〉）
- タンブーラの人形つかい（1988年9月 トクマ・ノベルズ・ミオ / 2000年1月 ハルキ文庫 / 2014年6月 アドレナライズ〈電子書籍〉）
- 兇殺のミッシング・リンク（1989年7月 トクマ・ノベルズ・ミオ / 2000年2月 ハルキ文庫 / 2014年6月 アドレナライズ〈電子書籍〉）
- "魔の四面体（テトラヘドロン）"の悪霊（1990年1月 トクマ・ノベルズ・ミオ / 2000年3月 ハルキ文庫 / 2014年6月 アドレナライズ〈電子書籍〉）

#### ウロボロスシリーズ
- ウロボロスの偽書（1991年8月 講談社 / 1993年8月 講談社ノベルス / 2002年6月 講談社文庫【上・下】/ 2018年4月 講談社文庫［新装版］【上・下】）
- ウロボロスの基礎論（1995年10月 講談社 / 1997年9月 講談社ノベルス / 2018年5月 講談社文庫【上・下】）
- ウロボロスの純正音律（2006年9月 講談社 / 2010年5月 講談社ノベルス / 2018年6月 講談社文庫【上・下】）

#### 闇に用いる力学
- 闇に用いる力学 赤気篇（1997年6月 光文社 / 2021年7月 光文社）
- 闇に用いる力学 黄禍篇（2021年7月 光文社）
- 闇に用いる力学 青嵐篇（2021年7月 光文社）
- 闇に用いる力学 特装版（2021年7月 光文社）
  - 上記3作品に小冊子などの特典を加えた特装版[9]。

#### 汎虚学研究会
- 闇のなかの赤い馬（2004年1月 ミステリーランド）
- 汎虚学研究会（2012年9月 講談社ノベルス）
  - 収録作品：闇のなかの赤い馬 / 開かずのドア / 世界征服同好会 / ずぶ濡れの月光の下 / 個体発生は系統発生を繰り返す
- これはミステリではない（2020年7月 講談社）

#### キララシリーズ
- キララ、探偵す。（2007年1月 文藝春秋 / 2010年1月 文春文庫）
  - 収録作品：キララ、登場す。 / キララ、豹変す。 / キララ、緘黙す。 / キララ、奮戦す。
- キララ、またも探偵す。（2008年5月 文藝春秋）
  - 収録作品：キララ、失踪す。 / 光瑠、探偵す。 / キララ、赤面す。 / 雨の公園で出会った少女

#### その他
- 匣の中の失楽（1978年7月 幻影城 / 1983年12月 講談社文庫 / 1991年11月 講談社ノベルス / 2002年10月 双葉文庫 / 2015年12月 講談社文庫【新装版】）
  - 講談社文庫【新装版】には短編「匳の中の失楽」を収録。
- 狂い壁 狂い窓（1983年4月 講談社ノベルス / 1993年5月 角川文庫 / 2007年8月 講談社ノベルス【復刊】/ 2018年2月 講談社文庫）
- 腐蝕の惑星（1986年10月 新潮文庫）
  - 【改題】腐蝕（1994年10月 角川ホラー文庫 / 2018年1月 角川文庫）
- カケスはカケスの森（1990年7月 徳間書店 / 1993年12月 徳間文庫）
- 殺人ライブへようこそ（1991年6月 徳間書店 / 1996年4月 徳間文庫）
- 閉じ箱（1993年10月 角川書店 / 1996年1月 カドカワノベルズ / 1997年11月 角川ホラー文庫 / 2018年3月 角川文庫）
  - 収録作品：氷雨降る林には / 陥穽 / けむりは血の色 / 美樹、自らを捜したまえ / 緑の誘ない / 夜は訪れぬうちに闇 / 月の下の鏡のような犯罪 / 閉じ箱 / 恐怖 / 七色の犯罪のための絵本 / 実験 / 闇に用いる力学 / 跫音 / 仮面たち、踊れ
- フォア・フォーズの素数（2002年8月 角川書店 / 2005年10月 角川文庫 /2018年5月 角川文庫）
  - 収録作品：ボクの死んだ宇宙 / 熱病のような消失 / パセリ・セージ・ローズマリーそしてタイム / 震えて眠れ / 空白のかたち / 非時の香の木の実 / 蝶の弔い / 病室にて / 白の果ての扉 / フォア・フォーズの素数 / チェス殺人事件 / メニエル氏病 / 銀の砂時計が止まるまで
- クレシェンド（2003年2月 角川書店 / 2017年11月 角川文庫）
- 虹の獄、桜の獄（2005年10月 河出書房新社） - 画：建石修志
- ツグミはツグミの森（2009年10月 講談社 / 2013年5月 講談社ノベルス）
- かくも水深き不在（2012年7月 新潮社 / 2017年4月 新潮文庫）
  - 収録作品：鬼ごっこ / 怖い映像 / 花の軛 / 零点透視の誘拐 / 舞台劇を成立させるのは人でなく照明である
- しあわせな死の桜（2017年3月 講談社）
  - 収録作品：夢の街 / 彼ら / 依存のお茶会 / 妖かしと碁を打つ話 / 羊の王 / 瑠璃と紅玉の女王 / 明かりの消えた部屋で / ブラッディ・マリーの謎 / 妙子、消沈す。 / トリック芸者 いなか・の・じけん篇 / 漂流カーペット / しあわせな死の桜
- 話を戻そう（2023年4月 光文社）
  - 収録作品：商人屋敷の怪 / 斬り落とされた首 / 拾参号牢の問題 / 嘉瀬川人斬り事件 / 時計仕掛けの首縊りの蔵 / からくり曼陀羅

### 漫画
- 入神（1999年9月 南雲堂）

### アンソロジー（収録）
「」内が竹本健治の作品
- 学園ミステリー傑作選 第2集（1988年2月 河出文庫）「けむりは血の色」
- 奇想の復活 ミステリーの愉しみ5（1992年8月 立風書房）「メニエル氏病」
- 甦る「幻影城」III 探偵小説誌 不朽の名作 （1998年3月 角川書店）「陥穽」
- GOD 異形コレクション12（1999年8月 廣済堂文庫）「白の果ての扉」
  - 【改題】幻影城 探偵小説誌 不朽の名作（2000年6月 角川文庫）
- エロティシズム12幻想（2000年1月 エニックス / 2002年3月 講談社文庫）「非時の香の木の実」
- 十月のカーニヴァル 異形コレクション綺賓館1（2000年10月 カッパ・ノベルス）「ボクの死んだ宇宙」
- 玩具館 異形コレクション20（2001年9月 光文社文庫）「フォア・フォーズの素数」
- 教室 異形コレクション27（2003年9月 光文社文庫）「開かずのドア」
- 凶鳥の黒影 中井英夫へ捧げるオマージュ（2004年9月 河出書房新社）「彼ら」
- 本格ミステリ05 2005年本格短編ベスト・セレクション（2005年6月 講談社ノベルス）「騒がしい密室」
  - 【改題】大きな棺の小さな鍵 本格短編ベスト・セレクション（2009年1月 講談社文庫）
- 絶体絶命 ギャンブル・アンソロジー［ゲーム篇］（2006年4月 ハヤカワ文庫JA）「チェス殺人事件）
- 進化論 異形コレクション36（2006年8月 光文社文庫）「個体発生は系統発生を繰り返す」
- 学び舎は血を招く メフィスト学園1（2008年11月 講談社ノベルス）「世界征服同好会」
- 幻想探偵 異形コレクション42（2009年2月 光文社文庫）「羊の王」
- 9の扉（2009年7月 マガジンハウス / 2013年11月 角川文庫）「依存のお茶会」
- 筒井漫画涜本ふたたび（2010年4月 実業之日本社）「スペードの女王」※コミックアンソロジー
- QED 鏡家の薬屋探偵 メフィスト賞トリビュート（2010年8月 講談社ノベルス）「漂流カーペット」
- NOVA4 書き下ろし日本SFコレクション（2011年5月 河出文庫）「瑠璃と紅玉の女王」
- ミステリマガジン700 国内篇 創刊700号記念アンソロジー（2014年4月 ハヤカワ・ミステリ文庫）「閉じ箱」
- Day to Day（2021年3月 講談社 / 2021年3月 講談社【愛蔵版】）「5/15」
- 恐怖 角川ホラー文庫ベストセレクション（2021年9月 角川ホラー文庫）「恐怖」
- 絶対名作！ 十代のためのベスト・ショート・ミステリー 異界のミステリー（2022年1月 汐文社）「実験」
- ギフト 異形コレクション LIII（2022年4月 光文社文庫）「男娼チヒロ」
- 噓をついたのは、初めてだった（2023年11月 講談社）「口にもできないようなつまらない願い事」
- 超短編！ 大どんでん返しSpecial（2023年12月 小学館文庫）「訪ねてきた女」

### アンソロジー（編纂）
- 竹本健治・選 変格ミステリ傑作選【戦前篇】（2021年8月 行舟文化 行舟文庫）
- 竹本健治・選 変格ミステリ傑作選【戦後篇I】（2022年6月 行舟文化 行舟文庫）

### ゲーム
- 月花霧幻譚〜TORICO〜（1996年）
- トリックロジック シーズン1　『明かりの消えた部屋で』（2010年）
- トリックロジック シーズン2　『ブラッディ・マリーの謎』（2010年）